# Facteur biologique
 (mars 2017).
Si vous disposez d'ouvrages ou d'articles de référence ou si vous connaissez des sites web de qualité traitant du thème abordé ici, merci de compléter l'article en donnant les références utiles à sa vérifiabilité et en les liant à la section « Notes et références ».
Un facteur biologique est tout élément de l'environnement au sens le plus large lié à la présence d'organismes vivants, leur présence elle-même, et par extension tout facteur physique déterminant pour la présence et le développement d'organismes vivants (facteurs abiotiques). Le plus souvent, on considère comme facteurs biologiques les « facteurs de vie » qui affectent la survie d'autres organismes.
Les relations entre les êtres vivants, intraspécifiques ou interspécifiques, forment une famille de facteurs biologiques : la prédation par exemple.